# نيكول إلين ستراتفورد
نيكول إلين ستراتفورد (من مواليد 1 فبراير 1989) هي لاعبة كرة القدم نيوزلندية تلعب مدافعة لنادي كارل زايس يينا للسيدات في دوري بوندسليغا 2 للسيدات ومنتخب نيوزيلندا لكرة القدم للسيدات.

## مسيرتها
كانت ستراتفورد ضمن منتخب نيوزيلندا تحت 20 سنة الذي شارك في كأس العالم للسيدات تحت 20 سنة لكرة القدم 2008 في تشيلي.
تلقت ستراتفورد أول استدعاء لها لمنتخب نيوزيلندا لكرة القدم للسيدات في يونيو 2019، من أجل خوض كأس العالم للسيدات 2019 في فرنسا، لتحل محل ميكيلا مور التي كانت مصابة حين ذاك. وعلى الرغم من عدم مشاركتها للعب في كأس العالم، فقد ظهرت لأول مرة على المستوى الدولي في 7 نوفمبر 2019 ضد الصين في بطولة يونغ تشوان الدولية لعام 2019، والتي انتهت بخسارة 0-2. ظهرت للمرة الثانية بعد ثلاثة أيام ضد كندا
انضمت ستراتفورد في عام 2019، إلى نادي FF USV Jena (حاليًا: كارل زايس يينا للسيدات) الذي لعب في الدوري الألماني لكرة القدم للسيدات، بعقد لمدة عام واحد.

## حياتها الشخصية
تعمل ستراتفورد ضابطةَ شرطةٍ في أوكلاند.

## إحصائيات

### دولية
آخر تحديث 10 نوفمبر 2019.
| نيوزيلندا | نيوزيلندا | نيوزيلندا |
| السنة     | مباريات   | أهداف     |
| --------- | --------- | --------- |
| 2019      | 2         | 0         |
| الإجمالي  | 2         | 0         |

## روابط خارجية
- نيكول إلين ستراتفورد على موقع الاتحاد الدولي (مؤرشف)  (الإنجليزية)
- نيكول إلين ستراتفورد على موقع قاعدة بيانات كرة القدم.إي يو (الإنجليزية)
- نيكول إلين ستراتفورد على موقع Soccerway.com (الإنجليزية)
- نيكول إلين ستراتفورد على موقع عالم كرة القدم.نت (الإنجليزية)